# 八汊洼水库
八汊洼水库是中国湖北省孝感市孝南区境内的一座水库，位于怀水支流八汊河上，建于1958年。水库正常库容为1224万立方米，集雨面积为25.9平方千米，海拔为49米。